# Pyrinia coearia
Pyrinia coearia är en fjärilsart som beskrevs av Walker 1860. Pyrinia coearia ingår i släktet Pyrinia och familjen mätare. Inga underarter finns listade.